# École nationale de l'horlogerie à Trois-Rivières
L'École nationale de l'horlogerie à Trois-Rivières est une école professionnelle publique d'horlogerie affiliée à la Commission scolaire du Chemin-du-Roy située à Trois-Rivières au Canada. Fondée en 1946  conjointement avec celles de Toronto et Montréal disparues en 1988, elle est aujourd'hui la seule école d'horlogerie au Canada.  Elle a pour mandat de former une main-d’œuvre qualifiée dans l'entretien, l'assemblage et la réparation d'horloges mécaniques.